# Vézelay

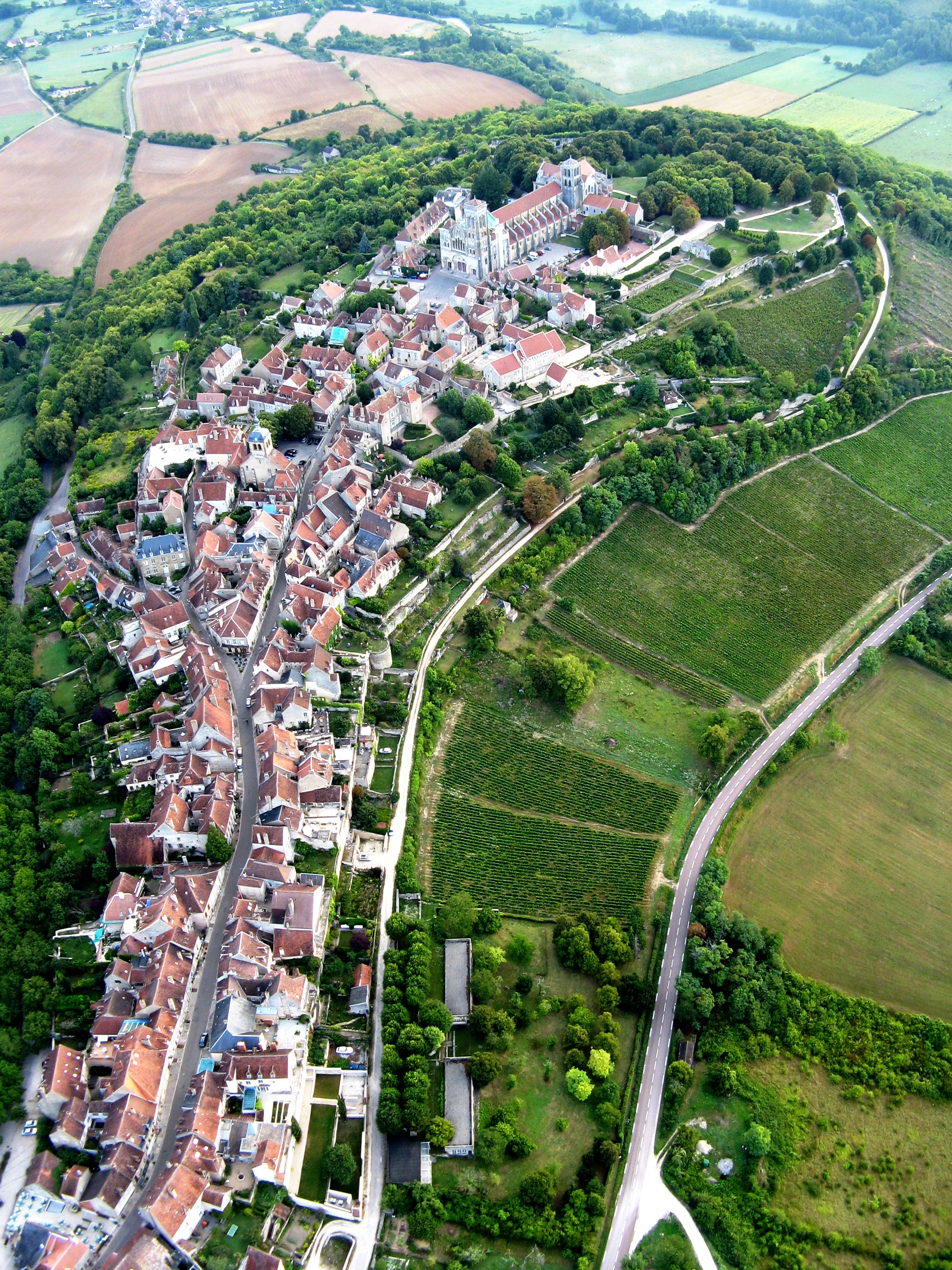
Letecký pohled, klášter je nahoře

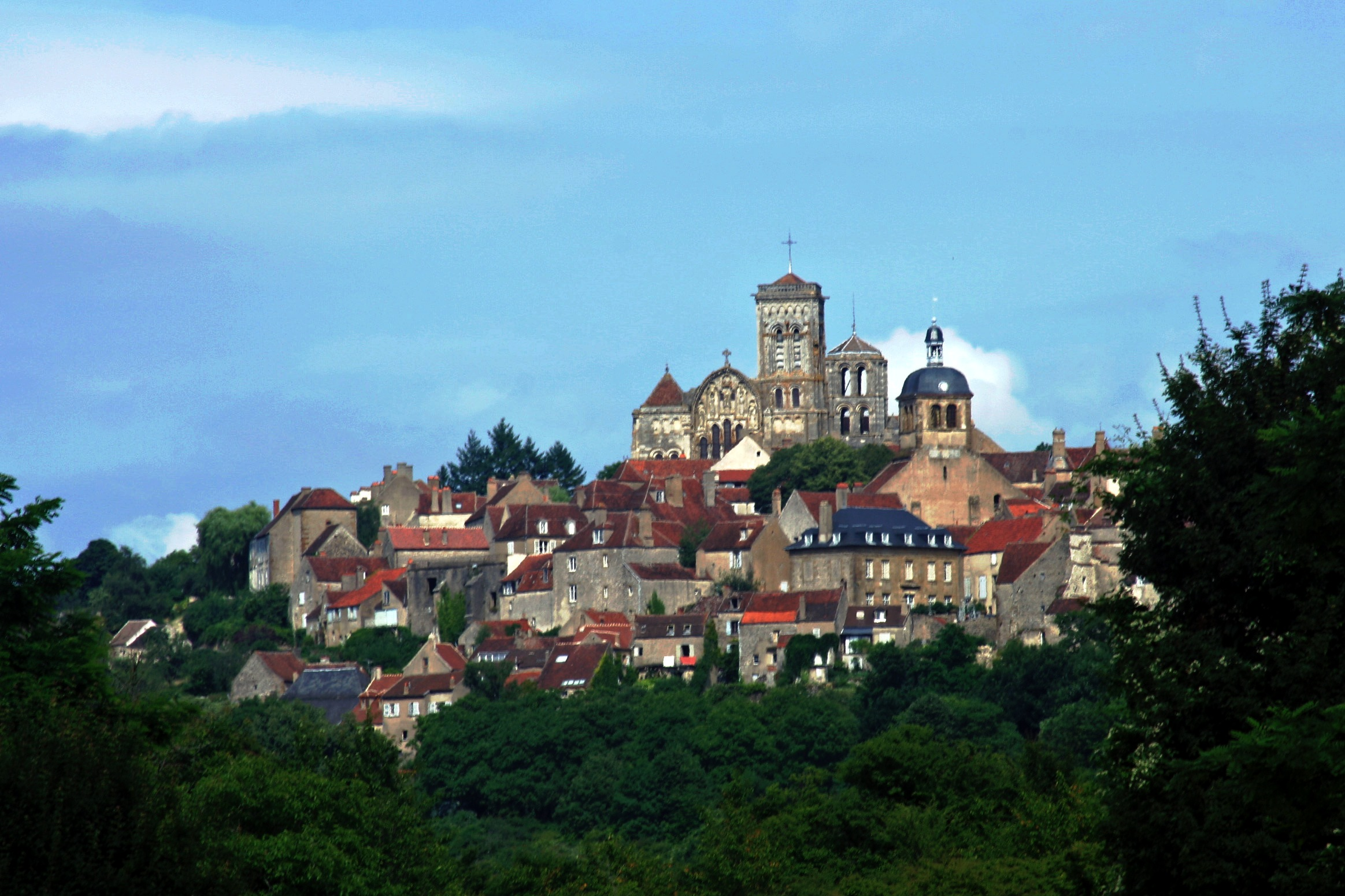
Pohled od západu

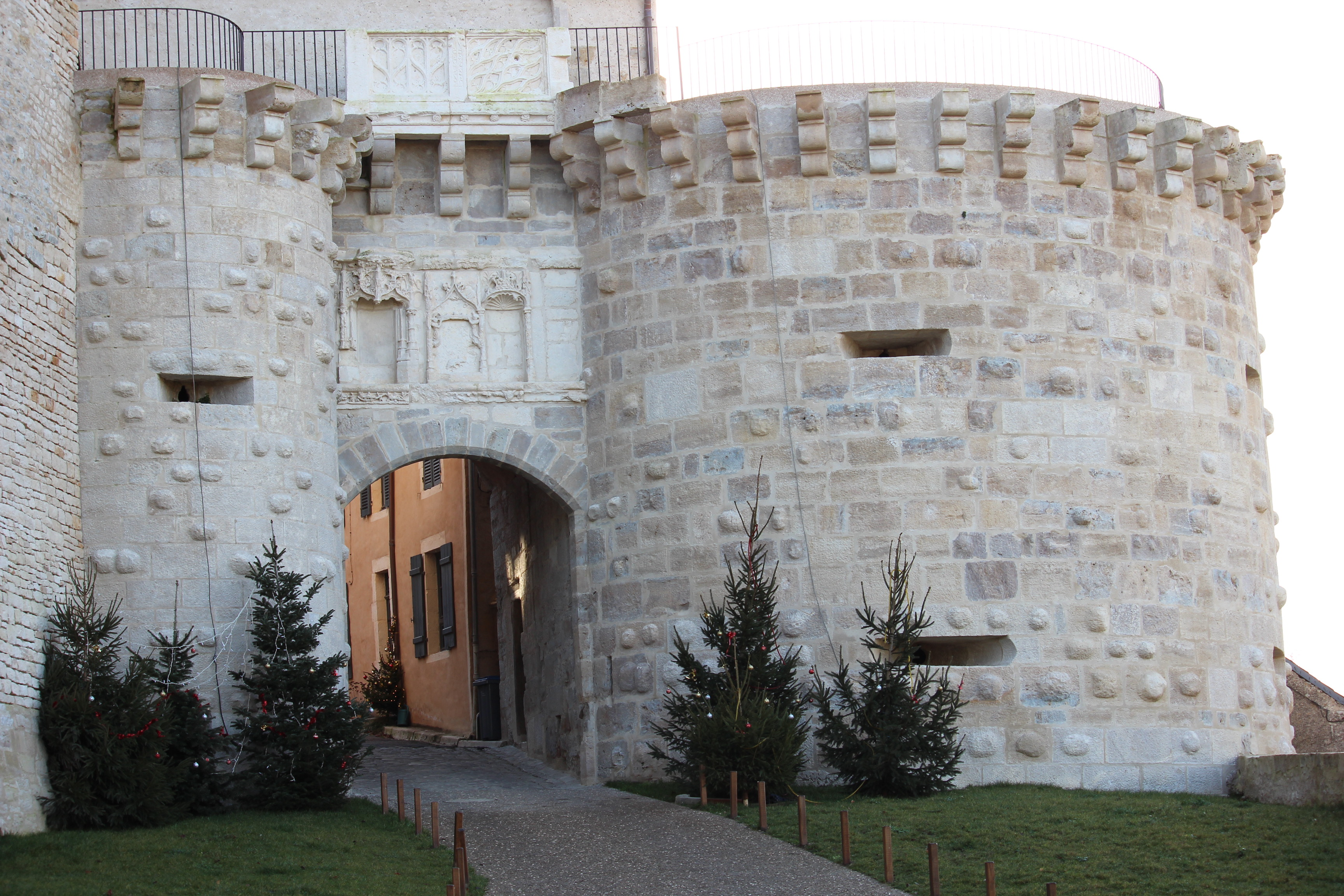
Nová brána

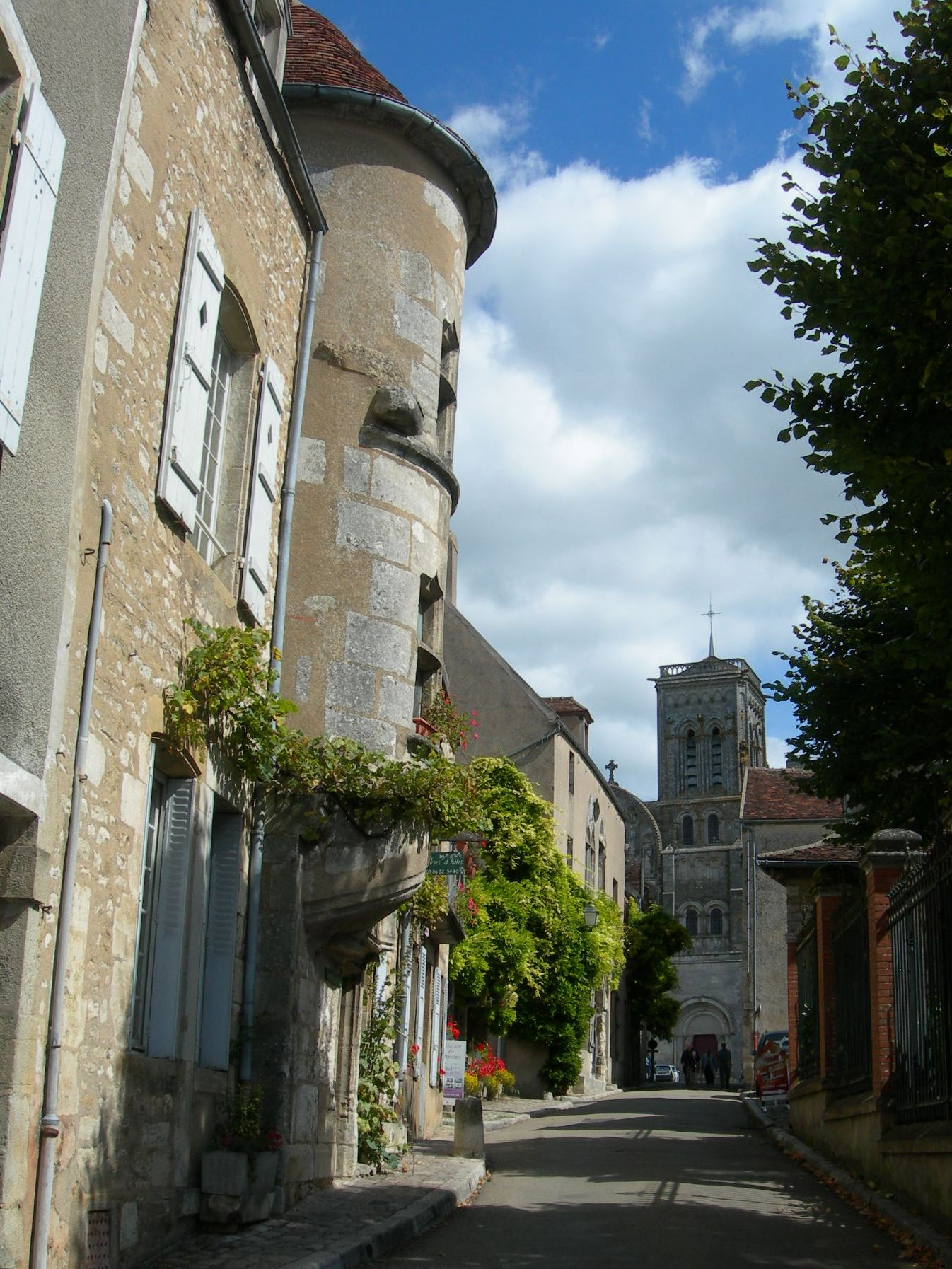
Hlavní ulice ke kostelu

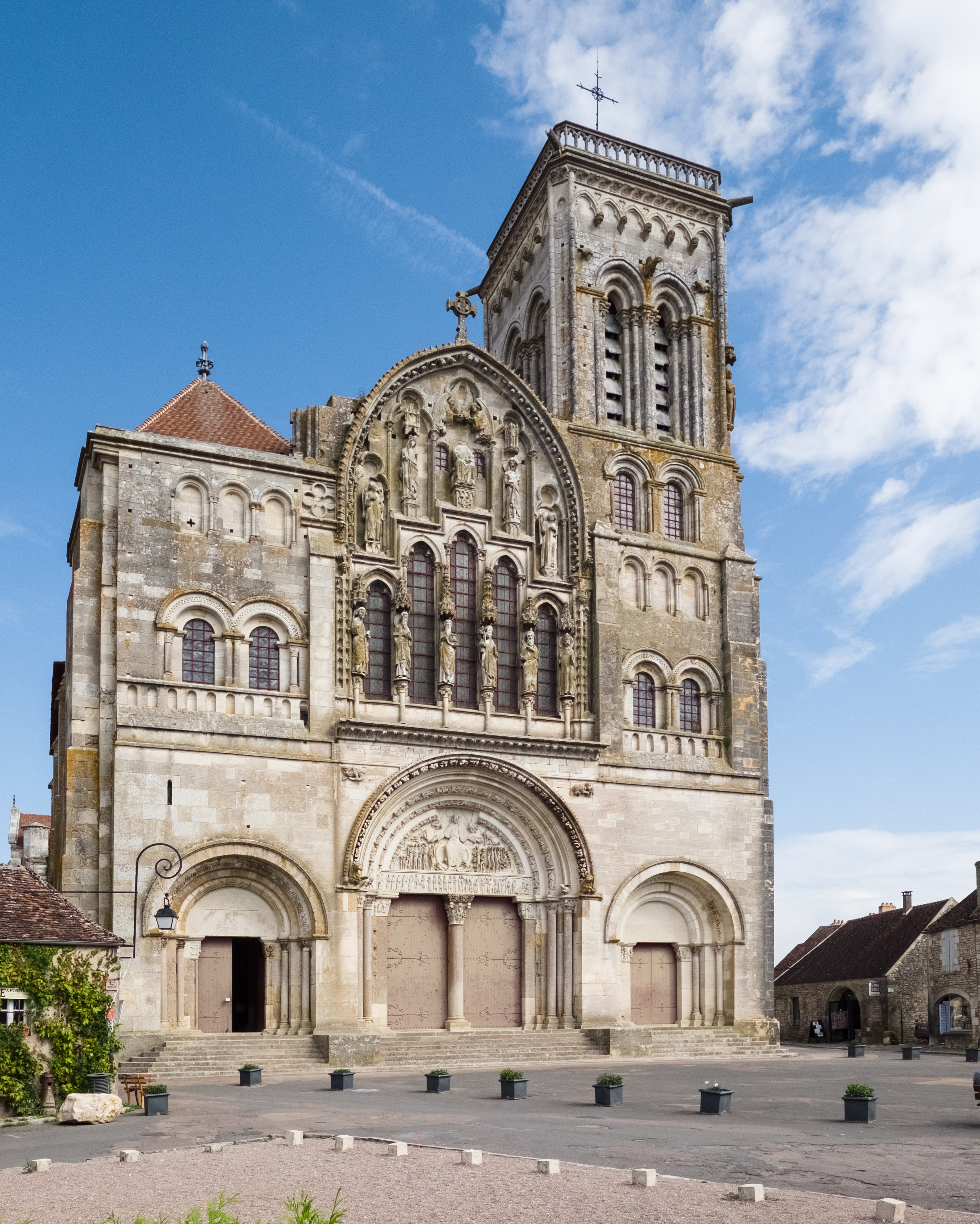
Bazilika, západní průčelí

Vézelay je francouzská obec v departementu Yonne v Burgundsku. Ve středověku významné poutní místo, východisko svatojakubské poutní cestě do Compostely, od 14. století začalo upadat a díky tomu si zachovalo svůj středověký charakter. Skoro milion turistů ročně přichází obdivovat klášter s románskou bazilikou Sainte-Marie-Madeleine de Vézelay, které jsou součástí Světového dědictví. Vézelay patří mezi «nekrásnější francouzské obce».

## Poloha
Obec leží na výrazném podlouhlém návrší, západním výběžku pohoří Morvan, které od jihozápadu k severovýchodu stoupá. Na nejvyšším místě stojí klášter s bazilikou. Obec je obehnána středověkou hradbou, z jejíž vnější strany se táhnou vinice. V údolí východně od obce teče řeka Cure. Obcí prochází silnice D 951 mezi Avallonem ‘(20 km) a Clamecy (25 km), asi 45 km jižně od Auxerre.

## Historie
Návrší bylo osídleno už kolem roku 2250 př. n. l., v 1. a 2. století zde byla římská osada s vinicemi a chrámem boha Bakcha, pod klášterem se našly merovejské náhrobky a karolinská hradba. Ludvík I. Pobožný věnoval panství Girardovi z Rousillonu, který se rozhodl, že zde založí klášter. Původně ženský klášter, založený roku 858 dole v údolí, zničili kolem roku 875 Normani a Girard jej proměnil v mužský benediktinský klášter, přenesl na dnešní místo a ohradil. Klášter patřil k opatství Cluny, uhájil si však svoji samostatnost.
Roku 1037 opat Geoffroy klášter reformoval a léta 1050 až 1250 představují jeho zlatou dobu. Roku 1060 dostalo Vézelay práva obce, roku 1096 vyhlásil papež Urban II. první křížovou výpravu a začala stavba baziliky, vysvěcené roku 1104. Západní předsíň pro poutníky (nartex) byla dokončena 1132. Roku 1137 podepsal opat kláštera smlouvu, která přesně vymezovala práva kláštera a práva měšťanů, kteří si 1167 vymohli další svobody. Roku 1146 vyhlásil Bernard z Clairvaux ve Vézelay druhou křížovou výpravu, a to v místě, kde dnes stojí jeho kříž (dnes La Cordelle). Roku 1150 byla dokončena 2 000 m dlouhá hradba okolo města s Branou sv. Kříže. Roku 1166 kázal ve Vézelay Thomas Beckett, vypuzený arcibiskup z Canterbury. Kolem 1185 byl postaven nový závěr kostela a příční loď v raně gotickém slohu. Roku 1190 se ve Vézelay sešel francouzský král Filip II. August s anglickým Richardem Lví srdce, než se společně vydali na třetí křížovou výpravu.
V polovině 13. století se objevily domnělé ostatky sv. Marie Magdaleny v jihofrancouzském Saint-Maximin-la-Sainte-Baume a proud poutníků se pozvolna přesouval tam, zejména když nárok kláštera v Saint-Maximin roku 1279 podpořil i papež.
Roku 1290 připojil král Filip Smělý Vézelay ke královským statkům a roku 1360 město opravilo hradby a posílilo je kruhovými baštami. Opati bývali i nadále královskými rádci, až roku 1538 se klášter stal kapitulou a 1569 pod vlivem zdejšího rodáka Teodora Bezy přijal reformaci. Domnělé ostatky Marie Magdalské se přitom ztratily. Za revoluce byly vnější plastiky a sochy silně poničeny a teprve roku 1840 z podnětu spisovatele Prospera Mérimée se začalo uvažovat o obnově. Důkladná rekonstrukce, kterou vedl architekt Eugène Viollet-le-Duc v letech 1840-1859, byla jednou z prvních a inspirovala hnutí na ochranu památek po celé Evropě.

## Doprava
Vézelay je dostupné po silnici D 941, D 957 a místních silničkách, uvnitř hradeb je však provoz aut silně omezen a návštěvníci nechávají své vozy na parkovištích mimo hradby.
Veřejnou dopravu zastupuje autobusová linka Clamecy – Avallon – Paříž.

## Pamětihodnosti
- Bazilika svaté Marie Magdaleny je trojlodní románská stavba z let 1120-1150 se dvěma věžemi v průčelí a poutnickou předsíní (nartex) na západní straně. Raně gotický závěr je z let 1185-1190. Zejména interiér kostela se dobře zachoval a představuje jedinečnou galerii figurálních hlavic na sloupech.
- Městské hradby, zachované hlavně na severní straně, kde je také Nová brána se dvěma válcovitými baštami z konce 15. století.
- Měšťanské domy ze 13.-18. století, zejména tzv. Maison romane, dům Th. Bezy a dům R. Rolanda.
- Zrušený kostel sv. Petra, z něhož zbyla jen zvonice na hlavní ulici.
- Zbytky františkánského kláštera La Cordelle, založeného 1217, severně od města.

## Vývoj počtu obyvatel
Počet obyvatel

## Významní obyvatelé
- Romain Rolland, francouzský spisovatel, nositel Nobelovy ceny, který zde 1944 zemřel
- Jules Roy, francouzský spisovatel
- Georges Bataille , francouzský spisovatel
- Maurice Clavel, francouzský filosof

## Muzea
- Muzeum děl Viollet-le-Duca vedle kostela.
- Muzeum Zervos, galerie moderního umění.
- Dům Jules Roye.
- Geologické a paleontologické muzem v osadě Goulotte.